# Blyth Arena
Il Blyth Arena è uno stadio situato a Squaw Valley, Stati Uniti. Oltre ad ospitare partite di hockey su ghiaccio e competizioni di pattinaggio di figura, ha anche ospitato le cerimonie di apertura e chiusura degli VIII Giochi olimpici invernali nel 1960.